# Solange Sanfourche
Solange Sanfourche (Carsac-Aillac, 18 de julio de 1922-Sarlat-la-Canéda, 12 de junio de 2013), fue una luchadora de la resistencia francesa durante la Segunda Guerra Mundial. 
Se casó en Périgueux en 1945 con Édouard Valéry, jefe departamental del movimiento de resistencia durante la Segunda Guerra Mundial. Fue conocida con el apodo de Marie-Claude, actuó como secretaria mecanógrafa y oficial de enlace. La familia Sanfourche había alojado y escondido durante la ocupación a decenas de combatientes clandestinos en Périgueux que eran buscados por la Gestapo o la Milicia Francesa